# 郎餘令
郎餘令（?—?），唐朝定州新乐县（今河北省新乐县）人。祖父郎楚之，父亲郎知运，兄长郎餘慶。
郎餘令年轻时以博学知名，举进士。初授霍王李元轨府参军事，多次上词赋，李元轨非常礼重他。郎餘令从父郎知年为霍王友，李元轨对人说：“郎氏两贤，都有人望。相次入府，不意小土丘能松柏成林。”转任幽州录事参军。当时有游方僧聚众想要自焚，幽州长史裴照率官属想要去查看。郎餘令说：“好生厌死是人性。自焚违背教义，不近人情。明公佐守重镇，须要察明其奸诈，岂能轻举妄动，观看妖妄之徒！”裴照听从其言，收捕僧人审问，果得奸情。太子李弘在东宫，郎餘令续梁元帝《孝德传》，撰《孝子后传》三十卷，献上，很被赞赏。官至著作佐郎。撰写《隋书》未成，病亡，时人非常痛惜。